# Oso en heráldica

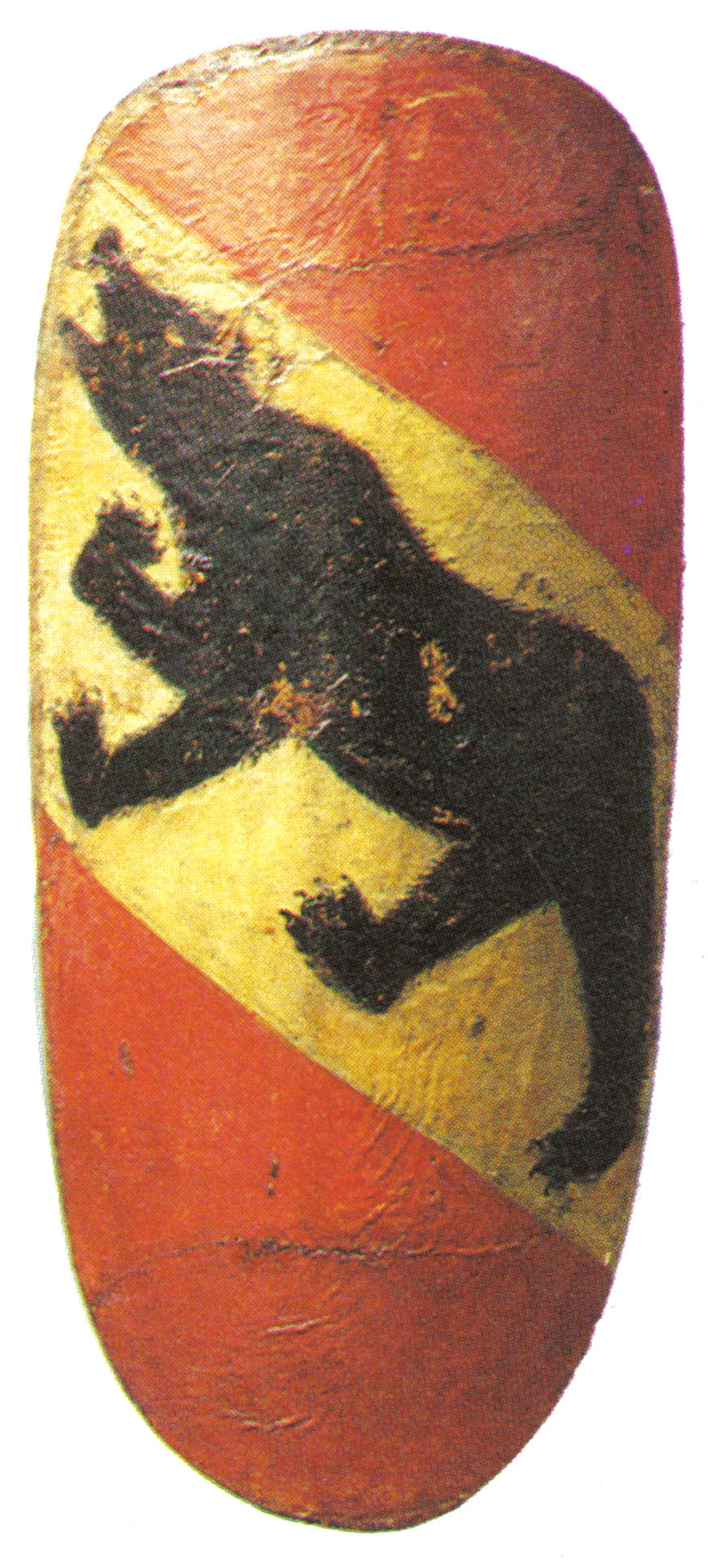
Escudo del con el escudo de Berna.

La figura del oso en heráldica no es tan común como si lo son el león, el jabalí u otras bestias.
Por lo general, suele aparecer en escudos de familia de Inglaterra, como los de Barnard, Baring, Barnes o Bearsley (estos tres acabando en Bar- o Bear- , que en inglés es "oso"). Tradicionalmente en Inglaterra se muestra el oso con su cabeza del y su cuello, mientras que en la heráldica escocesa solo se muestra la cabeza del oso.
Sin embargo, en la heráldica inglesa se suele mostrar como figura principal a cuerpo entero, y generalmente con la boca cerrada.
La figura del oso a cuerpo completo también aparece en el Escudo de Berlín desde la Edad Moderna (utilizado junto al escudo de Prusia y el de Brandeburgo hasta principios del siglo XX). Y en el escudo de Berna , a pesar de que esté relacionado con el origen mítico del nombre de la ciudad

La corona del escudo de Madrid tiene origen
en 1544, cuando Carlos I, Rey del Imperio español, concedió a Madrid los títulos de "Imperial" y "Coronado"

En la Batalla de Navas de Tolosa en 1212 entre Alfonso VIII de Castile y el Almohads, el consejo de Madrid envió un destacamento en defensa de la cristiandad. De acuerdo con las crónicas de la época, estas tropas cargaban con  un estandarte de oso en armas de plata.

Escudo de Armas de Appenzell (desde 1597 como Appenzel Innerrhoden).

El oso es también utilizado en las armas que representan al Santo Galo de Arbona por una leyenda en el que se involucra la figura del oso, que da lugar al origen  del oso en el escudo de armas de la Abadía de San Galo  y de Appenzel Innerrhoden, en el Cantón de Appenzell-Rodas Exteriores.

Curiosamente, una representación errónea del escudo de San Galo, en el que incluía un oso, hizo que estuviese al borde de una guerra con  San Galo, debido a que el oso del escudo debía mostrar sus genitales (con el se que identificaba como macho), y su omisión era considerado como un grave insulto. Así y por error, quien imprimió el calendario de San Galo de 1579 se le olvidó dibujar sus genitales, seguramente por el tamaño de estas en la representación del escudo.

Abrigo de armas de Frisinga.

El oso ensillado de la leyenda de Corbiniano de Frisinga es el símbolo heráldico de Frisinga, Baviera, y la Diócesis de Múnich y Frisinga . El Papa Benedicto XVI,  antiguo arzobispo de Múnich, también lo usó en su escudo papal.

Escudo de Groenlandia desde 1989.

En 1666 un oso polar en campo azur estuvo añadido al escudo real del Rey de Dinamarca para representar Groenlandia. Desde entonces ha sido adoptado por Groenlandia él como su escudo, con la versión actual habiendo sido adoptada en 1989. La versión groenlandesa del oso se diferencia de la europea, en favor de la costumbre de los Inuits por dejar al oso con el brazo izquierdo levantado en vez del derecho, mientras que la danesa el derecho está levantado. Es oficialmente descrito como Blasón azur, con un oso polar en argenta , aunque no se describe la disposición de los brazos.

## Heráldica moderna civil y provincial
Un oso negro aparece en la cresta de Lawson en Canadá. Un oso Grizzly, con alas, aparece como soporte en los rodamientos de Norris, también en Canadá. Canadá tiene escuderos con osos polares en sus rodamientos. Una Quimera mitad oso y mitad cuervo aparecen como soportes del escudo de la Autoridad Heráldica Canadiense.
En la heráldica cívica en Warwickshire es recurrente la figura del oso. Un oso es también utilizado, levantado, en las armas del consejo del burgo de Berwick-upon-Tweed 
Osos rusos (osos marrones) y los osos polares aparecen muchos escudos y banderas los distintos sujetos federales rusos y ciudades, incluyendo las Repúblicas de Carelia, y Mari El, la ciudad de Veliky Novgorod, los Oblast de Novgorod y Yaroslavl, los Krai de Jabárovsk y Perm y en los Okrug Autónomos de  Chukotka y Yamalo-Nenets.
La región finlandesa de Satakunta y su provincia histórica presenta un oso coronado soportando una espada en su escudo. Y su capital, Pori, presenta un  oso coronado en su escudo.
El Escudo de Madrid Capital describe un oso apoyándose a un madroño (Arbutus unedo) para coger y comer alguno de sus frutos.
El escudo del Oblast ucraniano de Zakarpattia, también utilizado antiguamente por la Rutenia Subcarpatano de la antigua Checoslovaquia, presenta un oso rojo.
Un oso negro aparece en el escudo y bandera de Przemyśl, Polonia.

Un oso negro con garras plata y un collar aparece en el escudo de Samogitia que es actualmente una provincia de Lituania

Escudo de Madrid Capital (España)
Escudo de Berlin (Alemania)
Escudo de la Republica de Carelia (Rusia)
Escudo de la Republica de Mari El (Rusia)
Escudo de Veliky Novgorod
Escudo del Oblast de Yaroslavl (Rusia)
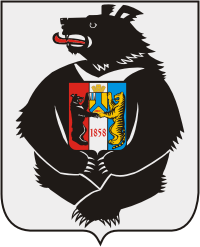
Escudo del Krai de Khabarovsk (Rusia)
Escudo del Krai de Perm (Rusia)
Escudo del Okrug Autónomo de Chukotka (Rusia)
Escudo del Okrug Autónomo de Yamalo-Nenets (Rusia)
Escudo de Satakunta, Finlandia
Escudo de Pori, Satakunta, Finlandia
Escudo del Oblast de Zakarpattia (Ucrania)
Escudo de Przemyśl, Polonia
Escudo de Samogitia